# 祖母井
祖母井（うばがい）は栃木県芳賀郡芳賀町の地名。芳賀町役場が所在し、町の行政の中心地である。郵便番号は321-3304（芳賀郵便局管区）。

## 地理
芳賀町東部の一区域。西に流れる五行川の左岸にあたり、一帯は五行川の氾濫によってできた沖積地帯である。主要地方道真岡那須烏山線と主要地方道宇都宮茂木線ほか多くの県道が交差する交通の要衝であり、2014年の宇都宮茂木線芳賀市貝バイパス全線開通により東西方向のアクセスが大きく変化した。
大字としての祖母井の区域は南北に長く、芳賀町の南東部で市貝町の区域に食い込む形状になっているエリアも祖母井に当たる。北で芳志戸、東で稲毛田・市貝町上根、南で市貝町多田羅・赤羽、西で下延生・上延生と接する。2014年現在、旧来の市街地である主要地方道真岡那須烏山線沿いの西側には区画整理による新しい市街地が造成されている。

## 歴史
祖母井の名は室町時代より東真壁郡（現在の芳賀郡）の地名として見られる。戦国期には祖母井城が築城され、宝治合戦より宇都宮氏に従った大須賀党の一端を構成する祖母井氏の本拠となった。江戸期には祖母井村は下野大田原藩領となる。「祖母ヶ井村」と書かれることもあった。この頃より宇都宮・水戸を結ぶ街道と真岡・高根沢を結ぶ街道が交わる交通の要衝であったことから、宿が形成されていた。
1889年（明治22年）には町村制施行により祖母井村（自然村）は祖母井村（自治体）の大字となった。

### 沿革
- 1889年（明治22年）4月1日 - 町村制施行。祖母井村は稲毛田村・上延生村・下延生村・与能村と合併し芳賀郡祖母井村が成立。祖母井村は祖母井村大字祖母井となる。
- 1928年（昭和3年）11月1日 - 祖母井村が町制施行し祖母井町となる。祖母井村大字祖母井は祖母井町大字祖母井となる。
- 1954年（昭和29年）3月31日 - 祖母井町が同郡南高根沢村・水橋村と合併し芳賀町となる。祖母井町大字祖母井は芳賀町大字祖母井となる。
- 2015年（平成27年）2月27日 - 宇都宮都市計画事業祖母井南部土地区画整理事業の換地処分の公告が行われ、翌28日より祖母井の一部区域が祖母井南一〜三丁目として分離。[5]

### 地名の由来
この付近で水の聖地とされていた「姥が池」に由来するものと考えられている。勝道上人誕生時にこの池の水が産湯に使われたという伝承がある。また、江見水蔭がこの地で詠んだということから碑が残されている。

## 世帯数と人口
2015年（平成27年）10月1日現在の世帯数と人口は以下の通りである。
| 大字   | 世帯数    | 人口    |
| ------ | --------- | ------- |
| 祖母井 | 1,054世帯 | 2,888人 |

## 交通

### 鉄道
祖母井に鉄軌道は通過していない。最寄りの駅は約5km西に離れた宇都宮芳賀ライトレール線（ライトライン）の芳賀町工業団地管理センター前停留場で、1時間に1本程度同停留場へ向け路線バスが運行されている。後述の路線バスの項も参照。
なお、宇都宮芳賀ライトレール線を祖母井地区まで延伸する構想が存在する。

### 道路

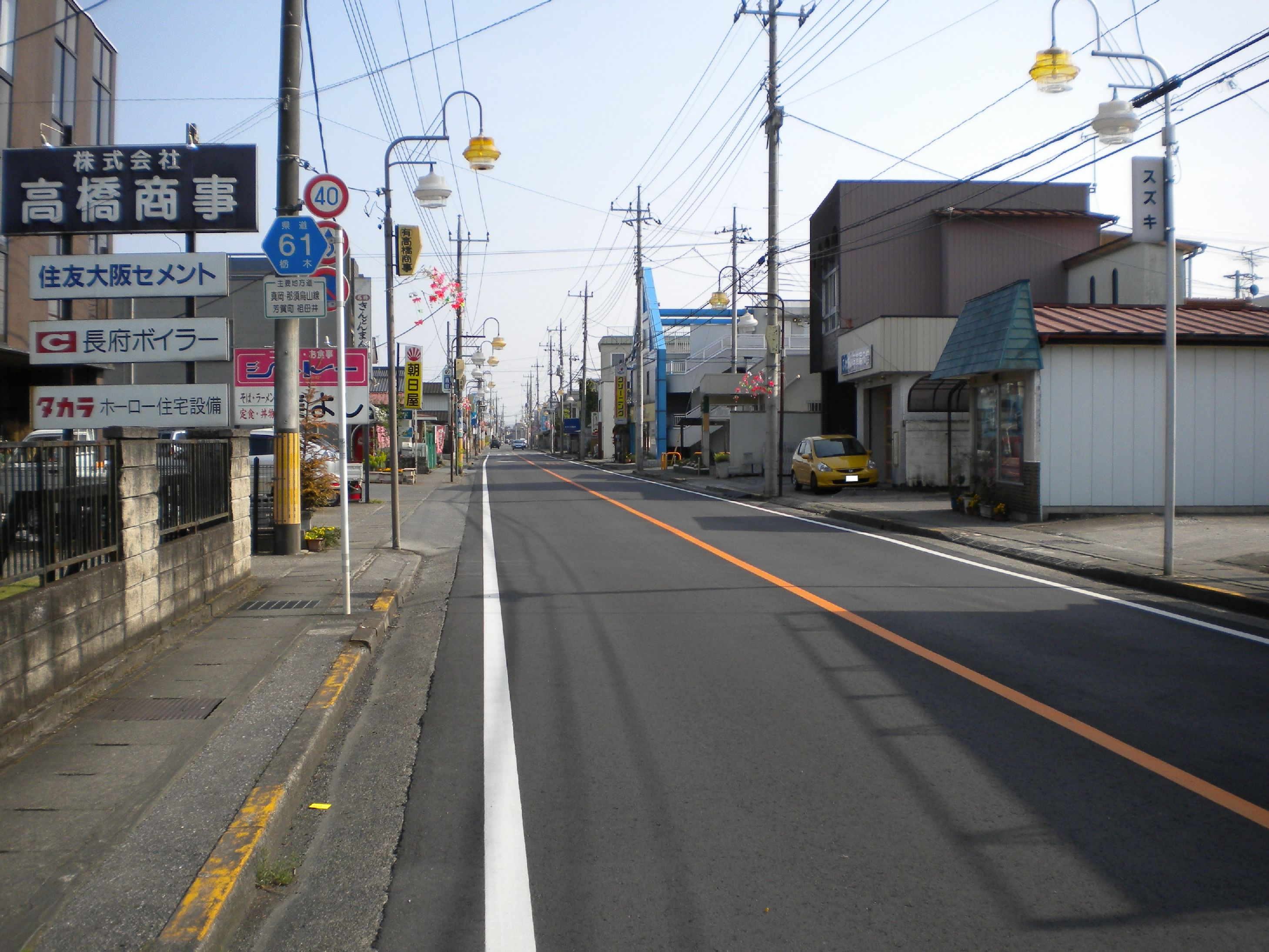
祖母井の旧市街地を通過する主要地方道真岡那須烏山線

- 栃木県道61号真岡那須烏山線：南北に通過する。北は那須烏山市方面、南は真岡市方面へ向かう。
- 栃木県道69号宇都宮茂木線：東西に通過する。旧道は祖母井の旧市街地で真岡那須烏山線と一部重複する。2014年開通のバイパスは平成16年より進む祖母井南部土地区画整理事業地区[4]の敷地内を通過している。西は宇都宮市方面、東は市貝町・茂木町方面へ連絡する。
  - 道の駅はが：2002年に開所。農産物直売所や物産館などがある道の駅としての施設と、日帰り温泉・休憩施設を持つ「ロマンの湯」を併設する。
- 栃木県道165号上根北長島線：祖母井の中心部は経由せず、南部の上の原地区を東西に通過する。西は国道123号に合流、東は主要地方道宇都宮茂木線に合流する。
- 栃木県道255号塙上根線：祖母井より南へ延び、益子町方面へ連絡する。
- 栃木県道338号芳賀茂木線：祖母井の東端部を抜ける。

### 路線バス

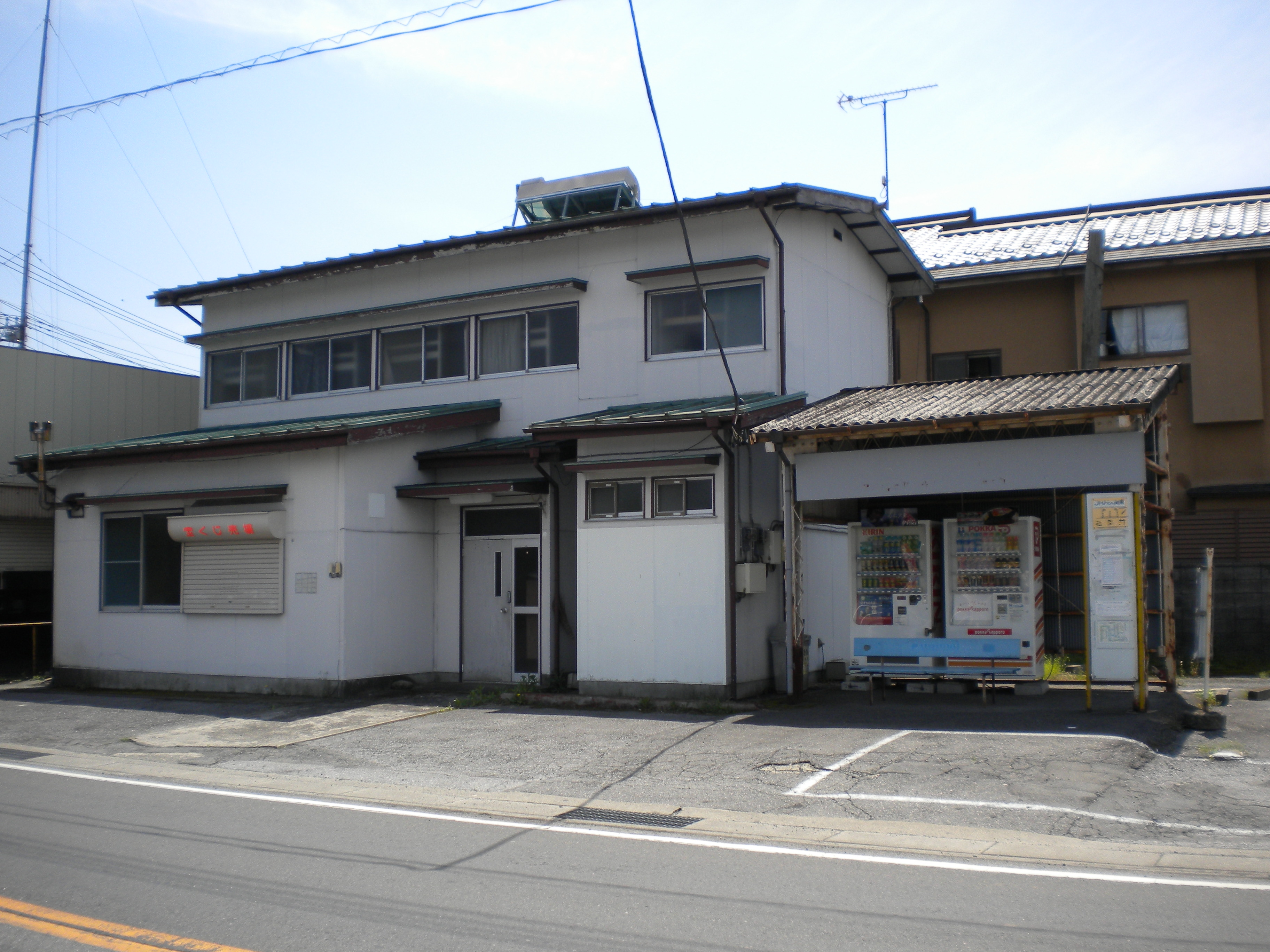
祖母井駅・停留所（祖母井駅は取り壊し済み）

芳賀町内には関東自動車（旧東野交通）およびJRバス関東が乗り入れているが、そのうち祖母井にはJRバス（水都西線）が乗り入れている。祖母井神社の至近にある「祖母井」交差点のすぐ西に祖母井停留所があり、3社共通バスカード導入までは自動車駅の祖母井駅としてJRバスの窓口機能を有していた。
2013年4月のJRバスダイヤ改正により祖母井始発終着の便は発着停留所が祖母井駅の約350m西の芳賀温泉ロマンの湯（大字上延生地内。道の駅はがに隣接）に変更となり、通過本数も減便となったことで祖母井駅のバスターミナルとしての地位は大きく低下した。しかし2015年12月改正で芳賀温泉ロマンの湯発着はすべて祖母井の先にある芳賀町役場まで延長され、祖母井を通過する本数はほぼ従前に戻った。2024年時点で祖母井駅があった敷地は更地となっており、バスターミナルとしての機能はすでに失われている。
2023年8月27日から宇都宮ライトレールの芳賀町工業団地管理センター前停留場を結ぶ路線を中心として路線再編が行われ、祖母井からは芳賀町工業団地管理センター前（宇都宮ライトレール接続）・宇都宮駅・東武宇都宮駅方面および市塙駅・茂木駅方面の便が発着するようになった。

## 施設・寺社

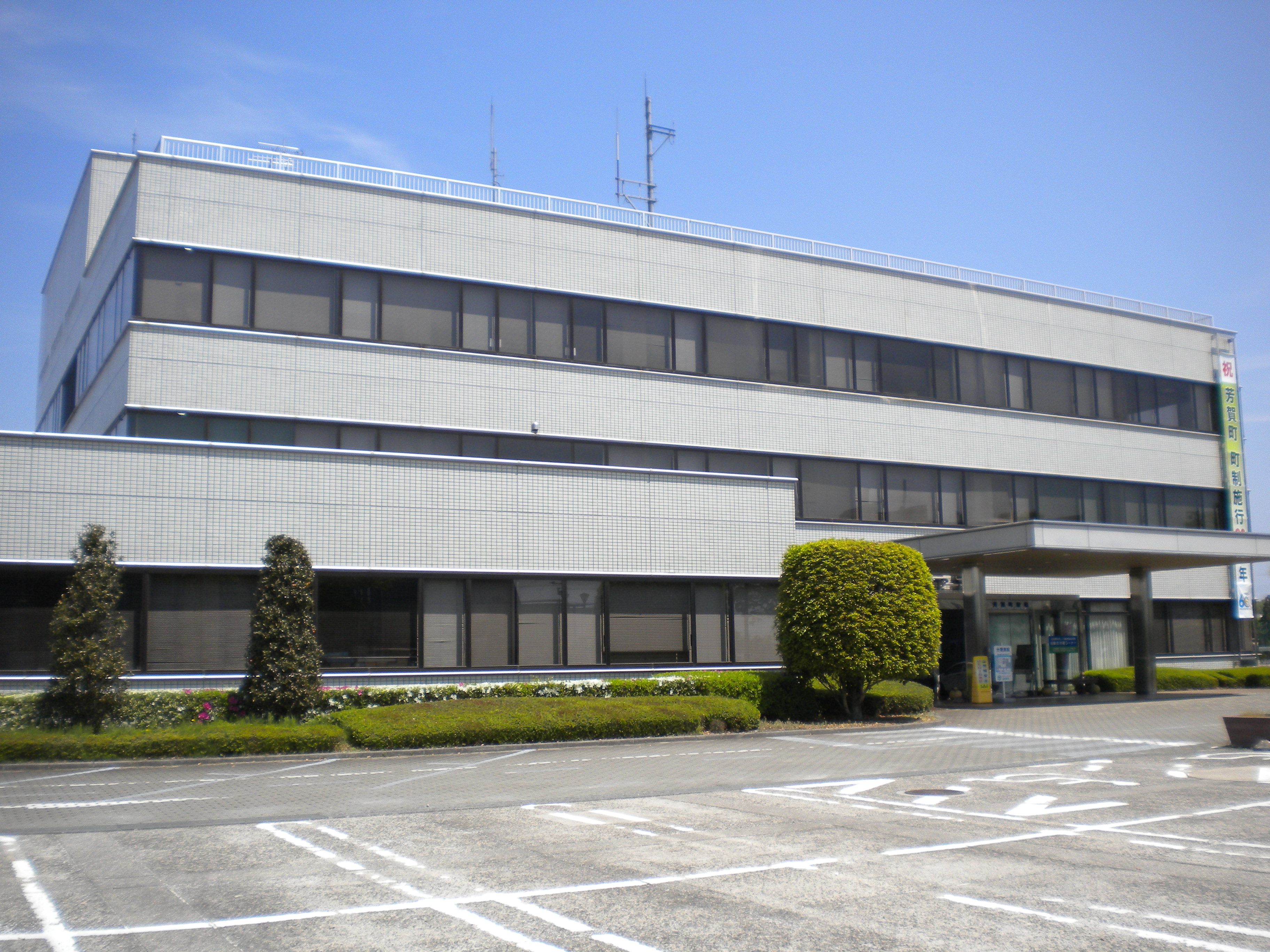
芳賀町役場

### 行政
- 芳賀町役場

### 教育
- 芳賀町立芳賀東小学校（旧：祖母井小学校）

### 公共施設
- 芳賀町町民会館
- 芳賀町総合運動公園
- 芳賀町体育館

### 郵便局・金融機関
- 芳賀郵便局
- 足利銀行芳賀支店
- 真岡信用組合芳賀支店

### 寺社・史跡
- 祖母井神社
- 高宗寺
- 伏見稲荷神社
- 三峯神社
- 田福院
- 東傳寺
- 二子塚稲荷神社